# Resolución 848 del Consejo de Seguridad de las Naciones Unidas
La resolución 848 del Consejo de Seguridad de las Naciones Unidas fue aprobada sin someterse a votación, el 8 de julio de 1993, tras haber examinado la petición del Principado de Andorra para poder ser miembro de las Naciones Unidas. En esta resolución, el Consejo recomendó a la Asamblea General la aceptación de Andorra como miembro.